# ترویتسکی (باشقیرستان)
ترویتسکی (انگلیسی: Troitsky, Republic of Bashkortostan) یک شهرک در شهرستان بلاگووارسکی باشقیرستان کشور روسیه است.